# Porteño Atlético Club
El Porteño Atlético Club es un club deportivo ubicado en General Rodríguez que durante más de diez años estuvo afiliado a la AFA, motivo por el cual participó de las categorías de ascenso del fútbol argentino, principalmente a lo largo de la década de 1960.
Fue fundado en 1911 por hinchas del Club Atlético Porteño, que en ese momento militaba en la Primera División, motivo por el cual suele confundírselo con ese equipo, aunque se trata de otra institución. De todas maneras, Porteño AC recién se afilia a la Asociación del Fútbol Argentino en 1958, participando en la última categoría mayoritariamente.
En el año 1971 los dirigentes del club toman la decisión de desafiliar al equipo de la AFA, a la cual no retornaría, aunque continuó con la práctica de otros deportes, entre los cuales se destaca el rugby. En la actualidad el club cuenta con una fuerte vida social, siendo de gran importancia en la localidad de General Rodríguez y persiste en la práctica de una gran variedad de deportes.

## Historia
El club fue fundado el 17 de febrero de 1911 en General Rodríguez por hinchas del Club Atlético Porteño. Su sede social siempre estuvo emplazada en la intersección de las calles Intendente Garraham y Sarmiento.
En 1958 se afilia a la AFA, siguiendo los pasos de otro club de su ciudad, Leandro N. Alem, que se había afiliado el año anterior e inmediatamente había conseguido el ascenso. En relación a su camiseta, los fundadores del club habían tomado los colores del CA Porteño pero no así el modelo de la camiseta. Es por eso que la no tenía rayas horizontales sino que predominaba el azul con detalles en blanco. A su vez, la camiseta alternativa tenía los colores a la inversa.
Tenía su cancha en la calle Pedro Whelanen la intersección con la calle Sarmiento, donde hizo de local en los primeros torneos de AFA que participó. Una vez que la cancha ya no estuvo en condiciones para la disputa de los mismos, utilizó por lo general la cancha de su vecino y clásico, Leandro N. Alem. También utilizó otros estadios, como por ejemplo el de Liniers, donde hizo de local a lo largo de su primer año en la Primera C.
Luego de afiliarse el equipo estuvo siempre lejos de los primeros puestos. Sin embargo, en 1964 su presidente aprovechó una reestructuración e incentivado por el presidente de Sportivo Palermo lograron el ascenso de sus respectivos equipos, que no habían estado cerca de lograr subir de categoría por méritos deportivos, por ser los representantes de la divisional en la asamblea que determinó los equipos que ascenderían. La noche término en escándalo ya que al enterarse de la maniobra, el resto de presidentes de la categoría abordaron a los responsables de la misma a golpes de puño.
El club pasó por la Primera C sin pena ni gloria, sostenido principalmente por la ausencia de descensos de categoría, ya que frecuentemente peleaba los últimos puestos. Sin embargo, en 1967 vuelve la movilidad divisional y esta vez no logra salvarse: Porteño retorna a la Primera D. Aquí el equipo muestra otra cara, quizás aprovechando la experiencia y la calidad del plantel propio de una categoría superior: logra entrar a la ronda final durante tres años seguidos. Sin embargo, en ninguno de los torneos prospera en las fases definitorias y termina quedando eliminado.
Finalmente, luego de la temporada de 1970 la dirigencia decide desafiliar al equipo de la Asociación del Fútbol Argentino y deja de competir en sus torneos, siendo esa su última participación.

### El club en la actualidad
Actualmente el club posee equipo de fútbol, aunque el mismo no juega en AFA sino en torneos amateurs de la zona. Asimismo, al igual que en el club del que eran simpatizantes sus fundadores, el deporte más importante es el rugby. Otro deporte muy importante, sobre todo en la rama femenina, es el hockey. También se practican en el club deportes como voley, basquet, futsal y tenis.

## Datos del Club
- Temporadas en Primera División: 0
- Temporadas en Primera B: 0
- Temporadas en Primera C: 4 (1964-1967)
- Temporadas en Primera D: 9 (1958-1963, 1968-1970)

## Palmarés

### Ascensos
- Primera D: Ascenso a la Primera C por reestructuración (1964)